# Anenii Noi
Anenii Noi es una comuna y localidad de Moldavia, centro administrativo del distrito (raión) de Anenii Noi.

## Geografía
Se encuentra a una altitud de 25 m s. n. m. a 35 km de la capital nacional, Chisináu.

## Demografía
En el censo 2014 el total de población de la localidad fue de 10 872 habitantes.